# Nemeyong
Nemeyong est une localité du Cameroun située dans la région de l'Est et le département du Haut-Nyong. Elle fait partie de l'arrondissement (commune) de Lomié.

## Population
En 1964-1965 on y a dénombre 158 habitants, principalement des Dzimou, également 48 pygmées Baka.
Lors du recensement de 2005, la localité comptait 635 habitants.

## Climat[3]
Le climat du village de Nemeyong est typé équatorial : une petite saison des pluies de mi-mars à juin ; une petite saison sèche de juin à mi-août ; une grande saison des pluies de mi-août à mi-novembre ; ainsi qu'une grande saison sèche de mi-novembre à mi-mars.